# Koronowo (województwo warmińsko-mazurskie)
Koronowo – osada leśna śródleśna w Polsce położona w województwie warmińsko-mazurskim, w powiecie olsztyńskim, w gminie Barczewo. Miejscowość wchodzi w skład sołectwa Ramsówko.
W latach 1975–1998 miejscowość administracyjnie należała do województwa olsztyńskiego.